# Moore Pyramid
Die Moore Pyramid ist ein 1619 m hoher, schneebedeckter, pyramidenförmiger Berg im ostantarktischen Mac-Robertson-Land. Er ragt in den Prince Charles Mountains 1,5 km nordwestlich des Mount Wishart an der Nordflanke des Scylla-Gletschers auf.
Kartiert wurde der Berg anhand von Luftaufnahmen der Australian National Antarctic Research Expeditions. Das Antarctic Names Committee of Australia (ANCA) benannte ihn nach Allan Linden Moore, Funker auf der Mawson-Station im Jahr 1963.